# Giovanni Faloci
Giovanni Faloci (* 13. Oktober 1985 in Umbertide) ist ein italienischer Leichtathlet, der sich auf den Diskuswurf spezialisiert hat.

## Leben
Giovanni Faloci wurde in Umbertide geboren und verbrachte anschließend sein ganzes Leben in Trestina, einem Ortsteil der Stadt Città di Castello, wo seine Familie einen Bauernhof betrieb. Nachdem ihn sein heutiger Trainer Lorenzo Campanelli 2002 entdeckte, fing Faloci im Alter von 17 Jahren vergleichsweise spät mit der Leichtathletik an. Zu Falocis Leidenschaften zählen das Jagen und das Angeln.

## Sportliche Laufbahn
Faloci trat 2005 zu seinen ersten Wettkämpfen gegen die nationale und internationale Konkurrenz im Diskuswurf und im Kugelstoßen an. Im Juni siegte er mit dem Diskus bei den Italienischen U23-Meisterschaften. Einen Monat später war er zur Teilnahme an den U23-Europameisterschaften in Erfurt berechtigt, schied dabei allerdings in der Qualifikation aus. 2006 verteidigte er seinen U23-Tite gegen die nationale Konkurrenz. Bei den Italienischen Meisterschaften der Erwachsenen belegte er den fünften Platz. Die gleichen Platzierungen erreichte er genauso 2007 ein Jahr später. Im Juli des Jahres trat er in Debrecen zum zweiten Mal bei U23-Europameisterschaften an. Diesmal gelang es ihm in das Finale einzuziehen, das er als Siebter beendete. Anfang August trat er bei der Universiade Bangkok an, verpasste es dabei allerdings in der Qualifikation einen gültigen Versuch hinzulegen. 2009 gewann Faloci die Bronzemedaille bei den Italienischen Meisterschaften und verbesserte sich zudem auf 61,19 m. 2009 steigerte er sich nochmal um mehr als einen Meter und nahm Anfang Juni an den Militärweltspielen in Sofia teil, bei denen er die Bronzemedaille gewinnen konnte.
2011 steigerte sich Faloci auf eine Bestweite von 63,89 m. Im Juli nahm er in Rio de Janeiro erneut an den Militärweltspielen teil. Diesmal belegte er den vierten Platz. Ende August trat er in Shenzhen wieder zur Universiade an. Diesmal zog er in das Finale ein und belegte darin den siebten Platz. Zuvor siegte er im Juni erstmals bei den Italienischen Meisterschaften. Im Laufe seiner sportlichen Karriere kamen seitdem vier weitere Titel hinzu (2013, 2018–2020). 2012 qualifizierte sich Faloci für die Europameisterschaften in Helsinki und damit für seine ersten Kontinentalmeisterschaften im Erwachsenenbereich. In der Qualifikation blieb er allerdings weit hinter seinen Vorleistungen aus der Saison zurück und schied damit vorzeitig aus. 2013 warf er den Diskus Anfang Juni auf eine Weite von 64,77 m und rückte zum damaligen Zeitpunkt auf den fünften Platz der italienischen Bestenliste in dieser Disziplin vor. Zwei Monate später trat er im türkischen Mersin bei den Mittelmeerspielen an und belegte dabei im Finale den fünften Platz. Aufgrund seiner neuen Bestweite erfüllte er die Norm für die Weltmeisterschaften in Moskau. Bevor er dort im August an den Start ging, trat er ebenfalls in Russland zum dritten Mal bei der Universiade an. In Kasan zog er in das Finale ein und gewann darin mit einer Weite von 62,23 m die Silbermedaille. Bei den Weltmeisterschaften blieb er schließlich deutlich hinter dieser Weite zurück und schied als einer der Letzten nach der Qualifikation aus.
2014 qualifizierte sich Faloci erneut für die Europameisterschaften, die in jenem Jahr in Zürich ausgetragen wurden. Mit einer Weite von 59,04 in der Qualifikation schied er als Zehntplatzierter seiner Qualifikationsgruppe aus. In den folgenden Jahren gelang es ihm zunächst nicht Weiten in der Nähe seiner Bestleistung erzielen zu können. Erst 2018 gelang es ihm an alte Weiten anzuknüpfen. Er qualifizierte sich für die Europameisterschaften in Berlin. Zuvor trat er in Tarragona zum zweiten Mal bei Mittelmeerspielen an. Diesmal verpasste er als Vierter nur knapp die Medaillenränge. In Berlin schied er schließlich auch, wie bei den Europameisterschaften zuvor, nach der Qualifikation aus. Insgesamt belegte er den 21. Platz. 2019 m steigerte Faloci Anfang Juli seine persönliche Bestweite auf 65,30 m und rückte damit zu diesem Zeitpunkt auf den dritten Platz der italienischen Bestenliste vor. Zuvor hatte seit mehr als 30 Jahren kein Italiener weiter geworfen. Ende September trat er in Doha zum zweiten Mal nach 2013 bei Weltmeisterschaften an. Dort zeigte sich ein ähnliches Bild wie bei seinen letzten Auftritten bei internationalen Meisterschaften. Erneut kam er in der Qualifikation nicht annähernd in die Nähe seiner Bestleistung und landete am Ende auf dem 30. Platz.
2021 gelang Faloci im Alter von 35 Jahren erstmals die Qualifikation für die Olympischen Sommerspiele, bei denen er Ende Juli in Tokio an den Start ging. Zuvor hatte er Ende Juni seine bisherige Bestleistung um mehr als zwei Meter bis auf 67,36 m verbessert. An diese Leistung konnte er bei den Olympischen Spielen nicht anknüpfen. In der Qualifikation blieb er mehr als zehn Meter hinter dieser Weite zurück, wodurch er nur einen Athleten mit gültiger Wurfweite hinter sich ließ. 2022 belegte er im Juni den zehnten Platz bei seiner insgesamt dritten Teilnahme an den Mittelmeerspielen.

## Wichtige Wettbewerbe
| Jahr                | Veranstaltung             | Ort                 | Platz               | Disziplin           | Weite               |
| Startet für Italien | Startet für Italien       | Startet für Italien | Startet für Italien | Startet für Italien | Startet für Italien |
| ------------------- | ------------------------- | ------------------- | ------------------- | ------------------- | ------------------- |
| 2007                | U23-Europameisterschaften | Debrecen            | 7.                  | Diskuswurf          | 55,84 m             |
| 2007                | Universiade               | Bangkok             |                     | Diskuswurf          | o.g.V.              |
| 2009                | Militärweltspiele         | Sofia               | 3.                  | Diskuswurf          | 61,77 m             |
| 2011                | Militärweltspiele         | Rio de Janeiro      | 4.                  | Diskuswurf          | 59,52 m             |
| 2011                | Universiade               | Shenzhen            | 7.                  | Diskuswurf          | 60,27 m             |
| 2012                | Europameisterschaften     | Helsinki            | 25.                 | Diskuswurf          | 57,67 m             |
| 2013                | Mittelmeerspiele          | Mersin              | 5.                  | Diskuswurf          | 60,21 m             |
| 2013                | Universiade               | Kasan               | 2.                  | Diskuswurf          | 62,23 m             |
| 2013                | Weltmeisterschaften       | Moskau              | 28.                 | Diskuswurf          | 57,54 m             |
| 2014                | Europameisterschaften     | Zürich              | 23.                 | Diskuswurf          | 59,04 m             |
| 2018                | Mittelmeerspielen         | Tarragona           | 4.                  | Diskuswurf          | 60,16 m             |
| 2018                | Europameisterschaften     | Berlin              | 21.                 | Diskuswurf          | 59,27 m             |
| 2019                | Weltmeisterschaften       | Doha                | 30.                 | Diskuswurf          | 59,77 m             |
| 2021                | Olympische Sommerspiele   | Tokio               | 29.                 | Diskuswurf          | 57,33 m             |
| 2022                | Mittelmeerspiele          | Oran                | 10.                 | Diskuswurf          | 57,30 m             |

## Leistungsentwicklung
- 2005: 57,49 m
- 2006: 60,38 m
- 2008: 61,19 m
- 2009: 62,56 m
- 2011: 63,89 m
- 2012: 64,24 m
- 2013: 64,77 m
- 2019: 65,30 m
- 2021: 67,36 m